# Vesele, Rozdilna
Vesele (în ucraineană Веселе) este un sat în comuna Rozdilna din raionul Rozdilna, regiunea Odesa, Ucraina.

## Demografie
Componența lingvistică a localității Vesele
     Ucraineană (93,48%)
Conform recensământului din 2001, majoritatea populației localității Vesele era vorbitoare de ucraineană (93,48%), existând în minoritate și vorbitori de armeană (6,52%).